# Josef Klobautschnik

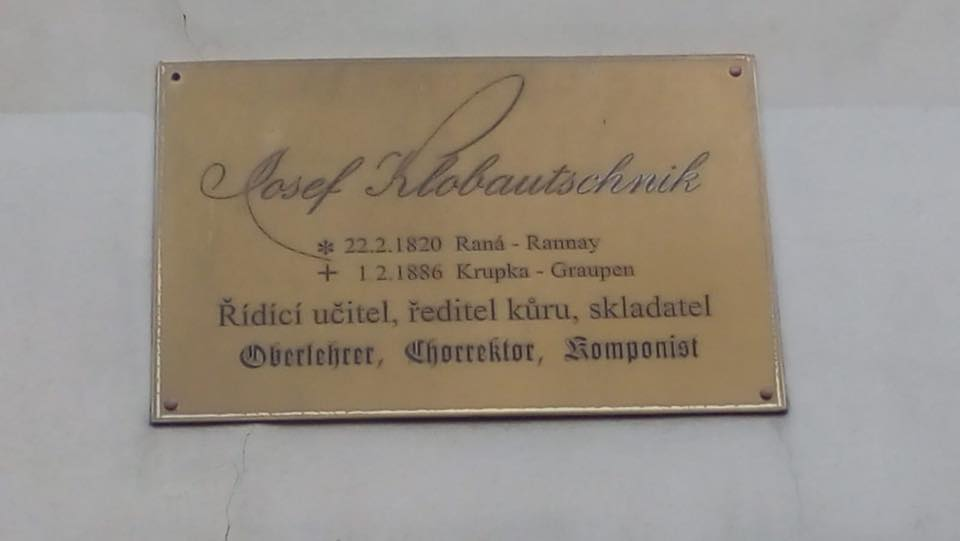
Pamětní deska věnovaná Josefu Klobautschnikovi na zdi kostela Nanebevzetí Panny Marie

Josef Klobautschnik (22. února 1820, Raná - 1. února 1886, Krupka) byl význačný krupský řídící učitel, ředitel kůru kostela Nanebevzetí Panny Marie v Husitské ulici, hudební skladatel a několikanásobný král střeleckého spolku.
Pocházel z rodiny krejčovského mistra. Do Krupky přišel v době, kdy se oženil s Marií Güttlerovou (14. října 1854). Stal se řídícím učitelem v církevní škole, kde měl vedle výuky na starosti chrámový sbor kostela Nanebevzetí Panny Marie. Byl jmenován čestným důstojníkem střeleckého spolku a vyhlášen Králem střelců v letech 1858,1860 a 1864.
Při úklidu kostela Nanebevzetí Panny Marie byla nalezena skříňka plná rukopisných notových materiálů, čítajících nějakých 500 skladeb. Hudební tvorba Josefa Klobautschnika čítá 166 skladeb a obsahuje 8 mší, 1 rekviem a 1 pastorální mši, ostatní skladby jsou kratší, příležitostné.